# Croton rectipilis
Espèce
Classification APG II (2003)
Croton rectipilis est une espèce de plantes à fleurs du genre Croton et de la famille des Euphorbiaceae, présente aux Philippines.